# Alluaudomyia magna
Alluaudomyia magna är en tvåvingeart som beskrevs av Wirth och Mercedes Delfinado 1964. Alluaudomyia magna ingår i släktet Alluaudomyia och familjen svidknott.
Artens utbredningsområde är Thailand. Inga underarter finns listade i Catalogue of Life.